# Benjamín Vicuña Solar
Benjamín Vicuña Solar (La Serena, 5 de marzo de 1837 - ibíd., 8 de octubre de 1897), fue un escritor, político e intelectual chileno.

## Primeros años de vida
Fue hijo de Joaquín Vicuña Larraín y Carmen del Solar Marín. Se casó con Eudocia Cifuentes Zorrilla y tuvieron varios hijos, entre ellos Luis Vicuña Cifuentes, Julio Vicuña Cifuentes, Alfredo Vicuña Cifuentes y Manuel Vicuña Cifuentes.
Hizo sus primeros estudios en el Colegio Inglés de don Carlos Black y en el Liceo de su ciudad natal. En 1855 emigró a Santiago de Chile a seguir los cursos superiores.

## Vida pública
En 1858 tuvo a su cargo, durante algún tiempo, la redacción de "El Demócrata", periódico político que se publicaba en ese entonces en La Serena. Más tarde colaboró en otras publicaciones como "El Correo Literario", "La Revista del Pacífico", "El Álbum", la "Revista de Sud América", "El Eco literario del norte", entre otras.
Fue secretario de la Sociedad de Instrucción Primaria de la Serena; también fue miembro corresponsal en La Serena de la Sociedad de Amigos de la Ilustración de Valparaíso, asociación que fundó y llevó a su cargo la "Revista de Sud América". 
Fue miembro del Cabildo Municipal de La Serena. Partidario de Balmaceda y después, miembro del Partido Liberal Democrático. Fue diputado suplente por La Serena para el período entre 1873 y 1876.
Fue nombrado alcalde de La Serena en 1881 e intendente interino desde 1882. Se dedicó a escribir, adiestrándose en el manejo de la pluma. En 1890 fue uno de los fundadores del Banco de La Serena, siendo consejero del directorio provisional al momento de su constitución.
Póstumamente, en el año 1906, se publicó un libro de sus versos, con una introducción histórica, biográfica y genealógica de él y su linaje, escrita por su hijo Julio.